# Дзело-Сурригоне
Дзе́ло-Сурриго́не (итал. Zelo Surrigone) — коммуна в Италии, в провинции Милан области Ломбардия.
Население составляет 1110 человек (2008 г.), плотность населения составляет 278 чел/км². Занимает площадь 4 км². Почтовый индекс — 20080. Телефонный код — 02.
Покровительницей коммуны почитается святая Иулиания, празднование во второе воскресение сентября.

## Демография
Динамика населения:

## Администрация коммуны
- Официальный сайт: https://web.archive.org/web/20060302102225/http://www.comune.zelosurrigone.mi.it/